# Nadung
Nadung is een bestuurslaag in het regentschap Bangka Selatan van de provincie Bangka-Belitung, Indonesië. Nadung telt 1299 inwoners (volkstelling 2010).